# حرف‌های خودمانی اتاق خواب
حرف‌های خودمانی اتاق خواب یا به اختصار حرف‌های اتاق خواب (انگلیسی: Pillow talk) یک گفتگوی خودمانی، مَحْرم و راحت میان دو شریک جنسی پس از انجامِ آمیزش جنسی است که معمولاً با در آغوش کشیدن، ناز و نوازش، بوسه و سایر صمیمت‌های جسمی همراه است.
این نوع گفتگو با به‌وجود آمدن رشته‌های پیوند و محبت، صداقت در گفتار و احساس رضایت جنسی همراه است و باید آن را از صحبت شهوانی که معمولاً پیش از عشق‌بازی رخ می‌دهد، افتراق داد.

## جوانب
محتوای این گفتگوها شامل، خودِ عملِ جنسی، داستان‌ها، اعترافات و همچنین ابراز محبت و علاقه و شوخی‌های شادی‌آفرین است.
پژوهش‌های انجام شده بر روی حرف‌های خودمانی اتاق خواب، بیشتر متمرکز بر هورمون اکسی‌توسین بوده‌است که به «هورمون ایجاد رابطه و پیوند» معروف است و اثرات مهمی چون کاهش استرس، کاهش احساس تهدیدهای اجتماعی، افزایش پیوندهای صمیمانه و افزایش توانایی فرد در خواندن و دریافتن نشانه‌ها و علامت‌های هیجانی دارد. ثابت شده‌است که میزان این هورمون در بدن انسان در جریان فعالیت جنسی و تا رسیدن به اوج لذت جنسی (اُرگاسم) بالا می‌رود. طرفین درگیر در آمیزش جنسی می‌توانند از چنین فرصتی برای درددل کردن و بیان ناگفته‌های پنهان خود استفاده کرده و ایجاد رابطه‌ای مبتنی بر اعتماد کنند. پژوهشی که در سال ۲۰۱۲ توسط «آماندا دنس» انجام شد نشان داد که زوج‌هایی که در رابطهٔ جنسی خود به اُرگاسم می‌رسند، احتمال بیشتری دارد که حرف‌های خودمانی اتاق خواب بزنند تا آنهایی که به این اوج لذت جنسی نمی‌رسند.

## جاسوسی
اینگونه گفتگوهای درونِ بستر، همواره و به‌طور سنتی، فرصتی قلمداد می‌شده تا جاسوسان بتوانند اطلاعاتی در حین آن به‌دست آورند. در علم جاسوسی، یک «ظرف عسل، تله‌ای است که از سکس استفاده می‌کند تا عامل دشمن را به فاش‌سازی اطلاعات طبقه‌بندی‌شده و محرمانه وادار سازد». گفته می‌شود که کریستین کیلر در ماجرای «رابطهٔ عشقی پروفیومو» در دوران جنگ سرد از این روش استفاده کرده بود.  رابطهٔ عشقی پروفیومو یک رسوایی سیاسی در انگلستان بود که با یک رابطهٔ نامشروع کوتاه و اجمالی میان جان پروفیومو وزیر جنگ در کابینهٔ هارولد مک‌میلان و یک مدل ۱۹ ساله به نام کریستین کیلر در سال ۱۹۶۱ میلادی شکل گرفت. زمانی که رابطهٔ عشقی این دو آشکار شد، گمانه‌زنی‌هایی در میان مردم وجود داشت که کریستین کیلر به‌طور همزمان با سروان یوگنی ایوانوف جاسوس و وابستهٔ نظامی نیروی دریایی اتحاد جماهیر شوروی سوسیالیستی در لندن رابطهٔ نامشروع پنهان دارد و بدین ترتیب احتمال مخاطرهٔ امنیتی وجود داشته‌است.